# Dinamo Taszkent
Dinamo Taszkent (uzb. «Dinamo» futbol klubi Toshkent, ros. Футбольный клуб «Динамо» Ташкент, Futbolnyj Kłub "Dinamo" Taszkient) – uzbecki klub piłkarski, z siedzibą w stolicy kraju, Taszkencie.

## Historia
Chronologia nazw:
- 193?—195?: Dinamo Taszkent (ros. «Динамо» Ташкент)

Piłkarska drużyna Dinamo została założona w mieście Taszkent w latach 30. XX wieku. 
W 1937 debiutował w Grupie G Mistrzostw ZSRR, w której zajął 8. miejsce.
W 1938 zespół startował w rozgrywkach Pucharu ZSRR.
W 1939 drugi raz startował w rozgrywkach Pucharu ZSRR.
Dopiero w 1947 i 1948 ponownie występował w Drugiej Grupie, strefie średnioazjatyckiej
W 1947, 1949, 1950 i 1952 również występował w rozgrywkach Pucharu ZSRR.
Następnie występował tylko w rozgrywkach lokalnych, dopóki w latach 50. przestał istnieć.

## Sukcesy
- 3. miejsce w Drugiej Grupie ZSRR, strefie średnioazjatyckiej:

1947
- Półfinalista Pucharu ZSRR:

1939
- Mistrz Uzbeckiej SRR:

1939, 1949, 1952, 1954
- Zdobywca Pucharu Uzbeckiej SRR:

1939, 1940, 1942, 1943, 1949, 1952

## Inne
- Pachtakor Taszkent